# Abbazia di Port-Royal
L'abbazia di Port-Royal di Parigi è un'abbazia francese sita in Parigi ai numeri 121 e 125 dell'omonimo boulevard nel XIV arrondissement.
Non deve essere confusa con l'abbazia di Port-Royal des Champs nella valle di Chevreuse.

## Storia
L'Hôtel de Clagny fu costruito da Pierre Lescot tra il 1566 e il 1569 nel faubourg Saint-Jacques a Parigi. Alla sua morte, avvenuta nel 1578, Léon Lescot, il nipote, la ereditò. Il 20 marzo 1623 Léon donò a Jehan Blondeau, suo valletto di camera, e a suo pronipote Robert de Romain, chierico della diocesi di Meaux, il suo orto e i giardini detti "de Claigny". Con atto del 19 luglio 1624, Léon cedette l'Hôtel de Clagny ad Angélique Arnauld, monaca cistercense e badessa dell'abbazia di Port-Royal-des-Champs, in cambio di una rendita di 1500 livres.
Léon morì l'11 novembre 1624 e la sua salma fu inumata accanto a quella dello zio a Notre Dame.
L'hôtel de Clagny fu ristrutturato verso il 1626 per accogliervi il convento di Port-Royal e decongestionare così la casa madre di Port-Royal des Champs a Magny-les-Hameaux, nella valle di Chevreuse.
Il terzo figlio di Antoine Arnauld, avvocato, e di Catherine Marion, Angélique Arnauld, nata il 9 giugno 1590, badessa a Port Royal des Champs, prese possesso dell'hôtel nel 1625. Grazie alla generosità di potenti amici aristocratici, nel 1626 ella chiese all'architetto Antoine Le Pautre di costruire degli edifici monastici e una chiesa, che sarà benedetta nel 1648 sotto il patronato del Santo Sacramento. Angelica morì nel 1661, succedendole la sorella Agnès Arnauld, badessa dal 1661 al 1671.
Due guarigioni miracolose sono attestate nell'antico convento: quella di Marguerite Périer, nipote di Pascal e quella di suor Caterina di Santa Susanna, figlia di Philippe de Champaigne.
L'istituzione era un focolaio del giansenismo ed essendosi le suore rifiutatesi di ritrattare, furono espulse e sostituite dalle visitandine fino alla rivoluzione. Il convento di Port Royal fu chiuso nel 1790 e utilizzato come prigione fino al 1795 con il nome di prison de Port-libre o de la Bourbe.
Guillaume-Chrétien de Lamoignon de Malesherbes (avvocato di Luigi XVI di Francia al suo processo) e Madame de Tourzel, vecchia governante dei figli del re Luigi XVI, vi furono detenuti.

### La maternità di Port-Royal
Nel 1795 fu aperto nei suoi edifici e nell'oratorio vicino, l'"Ospizio di Maternità", pubblico ospedale. 
Nel 1814 i servizi di assistenza al parto e la scuola vi furono trasferiti e l'ospedale prese il nome di Maternità di Port-Royal.
Nel 1890 sul terreno della Maternità fu eretta la clinica Baudelocque, il cui nome ricorda il ruolo Jean-Louis Baudelocque, professore d'ostetricia della fine del XVIII secolo. 
Nel 1966 la Maternité Port-Royal è installata in nuovi edifici. Il chiostro, la cappella e la sala capitolare dell'antica abbazia sono state conservate e integrate nell'ospedale Cochin. Il chiostro ospita attualmente la direzione dell'ospedale.
Con decreto del 19 octobre 1928 le facciate degli edifici che contornano la cappella sono state dichiarate Monumento storico e con decreto del 24 ottobre 1933, altrettanto fu fatto per la cappella, il coro delle religiose, le facciate e i tetti del padiglione dell'amministrazione, il chiostro e la sua area e l'antica sala capitolare..

## Elenco delle badesse
- 1626-1661: Angélique Arnauld
- 1661-1671: Agnès Arnauld (sorella della precedente)
- 1671-1685: Marie-Dorothée Perdereau
- 1685-1695: Elisabeth-Marguerite de Harlay de Champvallon
- 1695-1702: Marie-Anne de Harlay de Champvallon
- 1702-1711: Marie-Louise-Françoise de Rousselet de Château-Renauld
- 1711-1741: Henriette-Marie-Palatine de Dio de Montpeyroux
- 1741-1742: Louise-Claire de Montmorin de Saint-Hérem
- 1742-1769: Henriette-Marie-Palatine de Dio de Montpeyroux
- 1769-1790: Marie-Jeanne-Florimonde de Dio de Montpeyroux